# 2001-es észt labdarúgó-bajnokság (első osztály)
A 2001-es észt labdarúgó-bajnokság az észt labdarúgó-bajnokság legmagasabb osztályának 11. bajnoki éve volt. A pontvadászat 8 csapat részvételével zajlott.
A bajnokságot a Flora Tallinn nyerte az ezüstérmes TVMK Tallinn, és a bronzérmes Levadia Maardu előtt.

## A bajnokság végeredménye
M = Mérkőzés; Gy = Győzelem; D = Döntetlen; V = Vereség; RG = Rúgott gól; KG = Kapott gól; GK = Gólkülönbség; P = Pontok
B = Bajnok
* kupagyőztes
|  | UEFA-bajnokok ligája |
|  | UEFA-kupa            |
|  | UEFA Intertotó-kupa  |
|  | Osztályozó           |
|  | Kiesett              |

## Osztályozó
| 2001. november 12. |

| FC Valga | 2–1 | FC Lootus Kohtla-Järve |
| -------- | --- | ---------------------- |
|          |     |                        |

|  |

| 2001. november 17. |

| FC Lootus Kohtla-Järve | 1–0 | FC Valga |
| ---------------------- | --- | -------- |
|                        |     |          |

|  |

## Góllövőlista élmezőnye
| Hely | Játékos            | Csapat           | Gólok |
| ---- | ------------------ | ---------------- | ----- |
| 1    | Makszim Gruznov    | Narva Trans      | 37    |
| 2    | Andrei Krõlov      | TVMK Tallinn     | 23    |
| 3    | Toomas Krõm        | Levadia Maardu   | 20    |
| 4    | Dmitri Ustritski   | Viljandi Tulevik | 16    |
| 5    | Aleksandr Kulik    | Flora Tallinn    | 14    |
| –    | Vladimir Tšelnokov | Levadia Maardu   | 14    |